# بونهام ۱۳۷۶۶
سیارک ۱۳۷۶۶ (به انگلیسی: 13766 Bonham، نامگذاری:1998SA139) سیزده هزار و هفتصد و شصت و ششمین سیارک کشف شده‌است که در ۲۶ سپتامبر ۱۹۹۸ کشف شد.
قدر مطلق سیارک برابر ۱۷٫۰ است.